# 클레멘타인 처칠
클레멘타인 오길비 스펜서 처칠(혼전성 호지에(Hozier), 영어: Clementine Ogilvy Spencer-Churchill, 1885년 4월 1일~1977년 12월 12일)은 영국 수상 윈스턴 처칠의 아내이자, 그녀 자신의 인생 동료였다. 법적으로는 헨리 호지에 경의 딸이지만, 그녀의 어머니 레이디 블랜치의 알려진 불륜과 그의 불임 의심은 그녀의 친부모를 불확실하게 만든다.
클레멘타인은 1904년에 처칠을 만났고, 1908년에 56년간의 결혼 생활을 시작했다. 그들은 5명의 자녀를 두었는데, 그 중 한 명(마리골드라는 이름)은 패혈증으로 2살의 나이에 사망했다. 제1차 세계 대전 동안, 클레멘타인은 군수품 노동자들을 위한 통조림을 조직했고, 제2차 세계 대전 동안, 그녀는 러시아 적십자 원조 기금의 회장, 젊은 여성 기독교 협회 전쟁 시간 항소 회장, 사우스 벅스 풀머 체이스의 장교들의 부인들을 위한 임산부 병원의 회장으로 활동했다.
그녀는 일생 동안 많은 칭호를 받았고, 마지막은 1965년 그녀의 남편이 사망한 이후의 또래였다. 말년에, 그녀는 재정적으로 자신을 부양하는 것을 돕기 위해 그녀의 남편의 초상화들 중 몇 점을 팔았다. 그녀는 92세의 나이로 그녀의 런던 자택에서 사망했다.